# Mangalia
Mangalia (în turcă Mankalya) este un municipiu în județul Constanța, Dobrogea, România, format din localitățile componente Cap Aurora, Jupiter, Mangalia (reședința), Neptun, Olimp, Saturn și Venus. 
Poziția orașului este marcată la sud de limita lacului Mangalia, de țărmul mării la est, iar la vest și la nord, de calea ferată către Constanța, Balta Mangalia și pădurea Comorova.
Mangalia are o populație de 36.364 de locuitori. Orașul Mangalia a fost declarat municipiu în anul 1995. Primarul Municipiului Mangalia este Cristian Radu, ales în 2012 cu un mandat de 4 ani. Este al doilea municipiu al litoralului, fiind situat la 40 km sud de Constanța și la 14 km de granița cu Bulgaria.

## Istorie

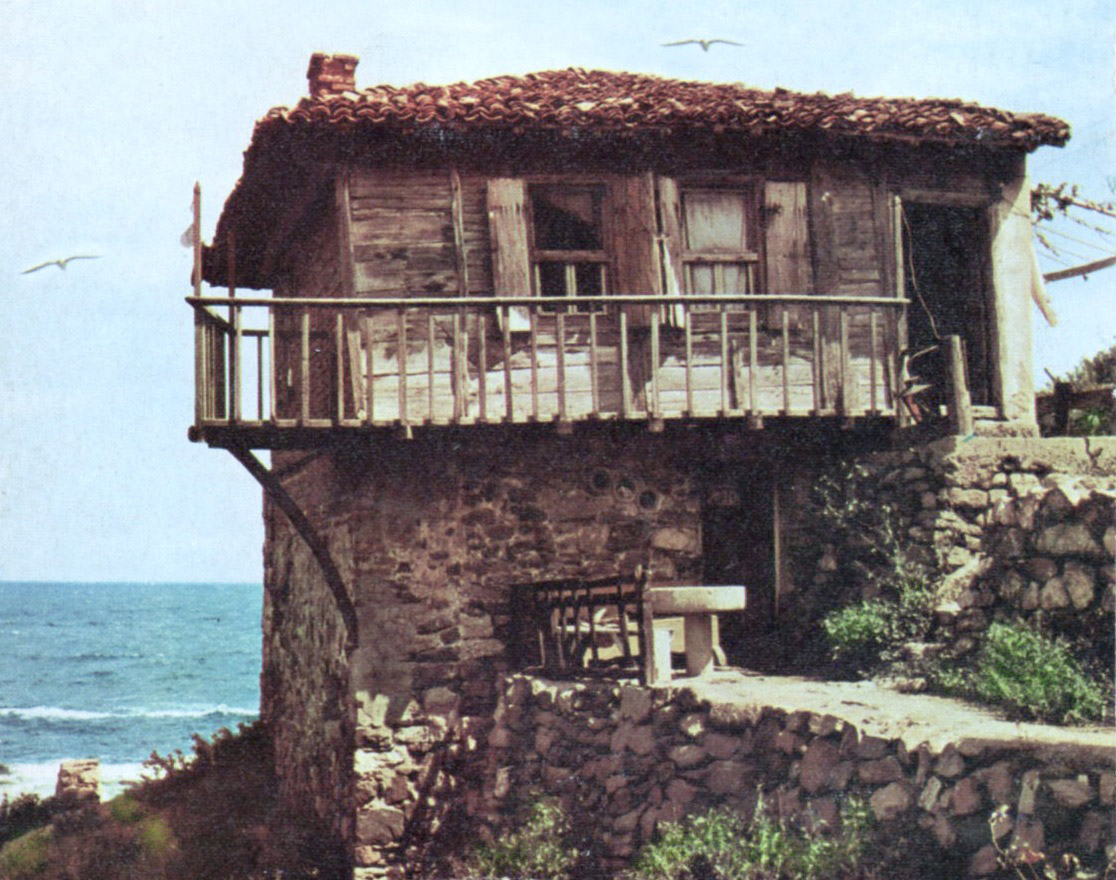
Casă tradițională dobrogeană, la Mangalia înainte de demolări (1967).

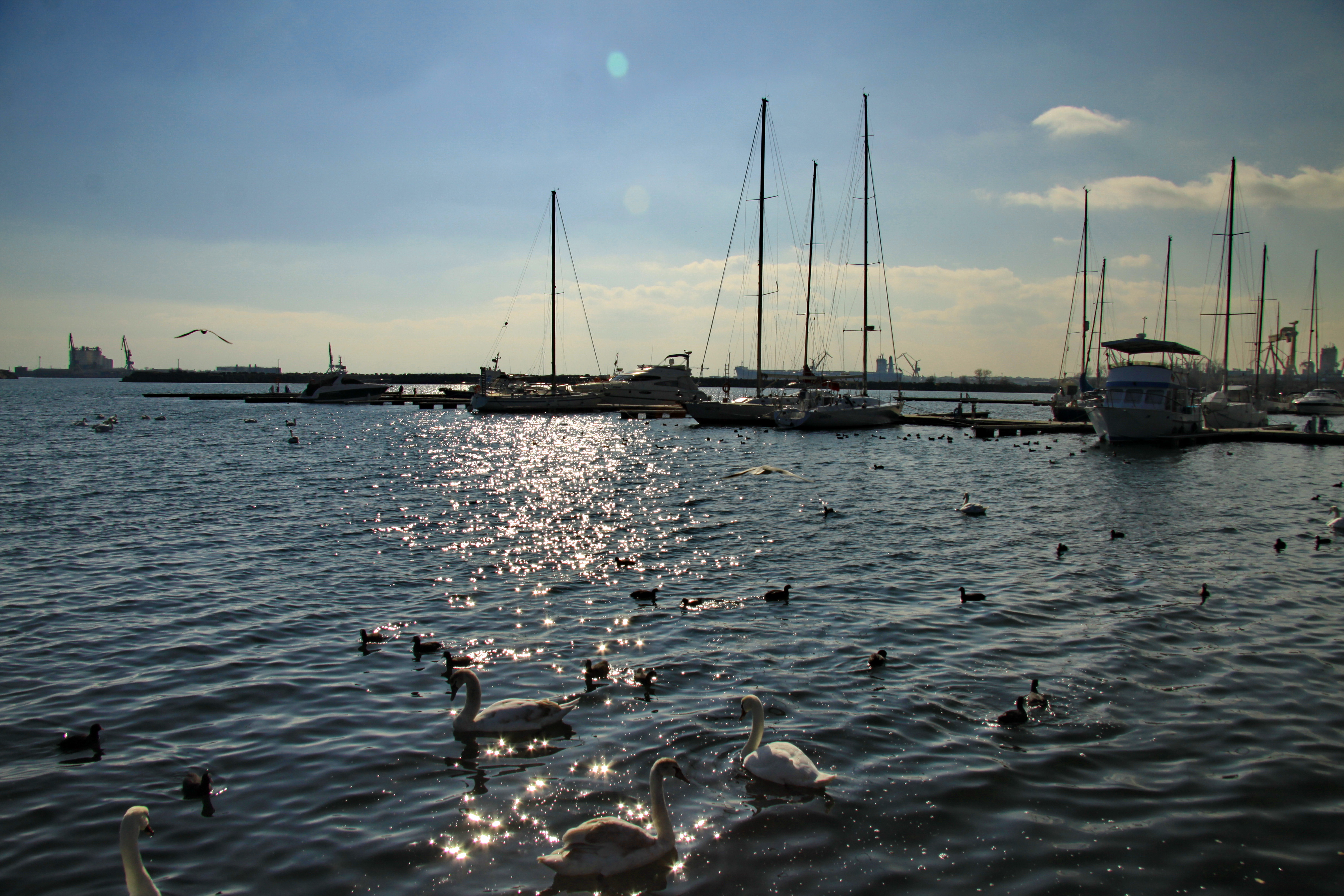
Portul Mangalia

Localitatea este menționată sub numele de Pangalla sau Pancalia în portulanele genoveze din secolul al XIII-lea. Forma „Mangalia” apare prima dată în anul 1593. Asemănarea cu denumiri tătărești din Bugeac (Coștangalia, Șamangalia, Gioltaigalia) și prezența, de multe veacuri, a unei importante comunități de tătari în oraș, atestă originea tătărească a denumirii. Anterior secolului al XIII-lea, localitatea apare sub numele antic de Callatis (Callata în portulanele genoveze, uneori între paranteze sub Pangalla sau Pancalia).
Callatis a fost o colonie a cetății grecești Heraclea Pontica (azi Ereğli în Turcia) din secolul al VI-lea înaintea erei noastre. Portul și jumătate din orașul din antichitate sunt acum acoperite de ape. În ciuda inevitabilelor războaie și schimbări de stăpâni, orașul a prosperat timp de 1200 de ani, uneori liber, alteori sub stăpânirile succesive ale perșilor, ale macedonenilor, ale dacilor, și ale romanilor, deveniți bizantini prin creștinare (timpurie aici, cum o dovedesc cercetările arheologice, începute în 1915 de Vasile Pârvan). Cetatea, însă, este distrusă odată cu năvălirea popoarelor migratoare din secolele VIII și IX, din ea rămânând o simplă așezare de pescari.
Este parțial reclădită în secolul al XI-lea odată cu reintrarea Dobrogei sub stăpânirea bizantină, dar este distrusă din nou în 1225, arsă de data aceasta de tătari, care își stabilesc aici tabăra, cresc cai și oi și sunt stăpânii unui mic grup de pescari greci care pescuiesc pentru ei (după cronicarul Geoffrey de Villehardouin, el însuși relatând după unele instrucțiuni navale genoveze, limanul Mangaliei fiind pentru aceștia un adăpost). Se pare că nici regatul valaho-bulgar, nici despotatul Dobrogei, nici domnia lui Mircea cel Bătrân, nici lunga stăpânire turcească nu au schimbat această situație, adăugându-se doar un grup de lipoveni în secolul al XVIII-lea. 
În perioada 1890-1892 localitatea a fost populată cu coloniști de origine germană, cunoscuți ca germani dobrogeni. Majoritatea au părăsit localitatea în 1940, fiind strămutați cu forța în Germania, sub lozinca Heim ins Reich (acasă în Reich).
Mangalia devine un port modern (al doilea port maritim după Constanța), cu vreo 3000 de locuitori permanenți în 1938, dar care devin peste 10.000 vara. Orașul crește rapid mulțumită plajei de la Tatlageac-Comorova, ce se întinde pe mai mulți kilometri între capurile Schitu și Baglaru (azi, Aurora). Mangalia a fost portul de ataș al primului submarin românesc, „Delfinul” și al goeletei „Speranța”, folosită în anii 1972-1976 pentru turnajul serialelor Doi ani de vacanță de Sergiu Nicolaescu, și Toate pînzele sus! de Mircea Mureșan.
După Al doilea război mondial, orașul devine zonă militară de frontieră și turismul stagnează timp de zece ani. În 1954 este din nou deschis tuturor; începând din 1962, orașul intră în atenția guvernului, devenind un important centru turistic: în pădurea Comorova, de-a lungul mării, sunt construite cele șase stațiuni balneoclimaterice și de agrement „Olimp”, „Neptun”, „Jupiter”, „Cap Aurora”, „Venus” și „Saturn”, în timp ce vechiul și pitorescul oraș, tipic dobrogean, este în mare parte distrus și înlocuit prin construcții moderne, într-un stil funcțional care se poate găsi oriunde în lume.

## Obiective turistice

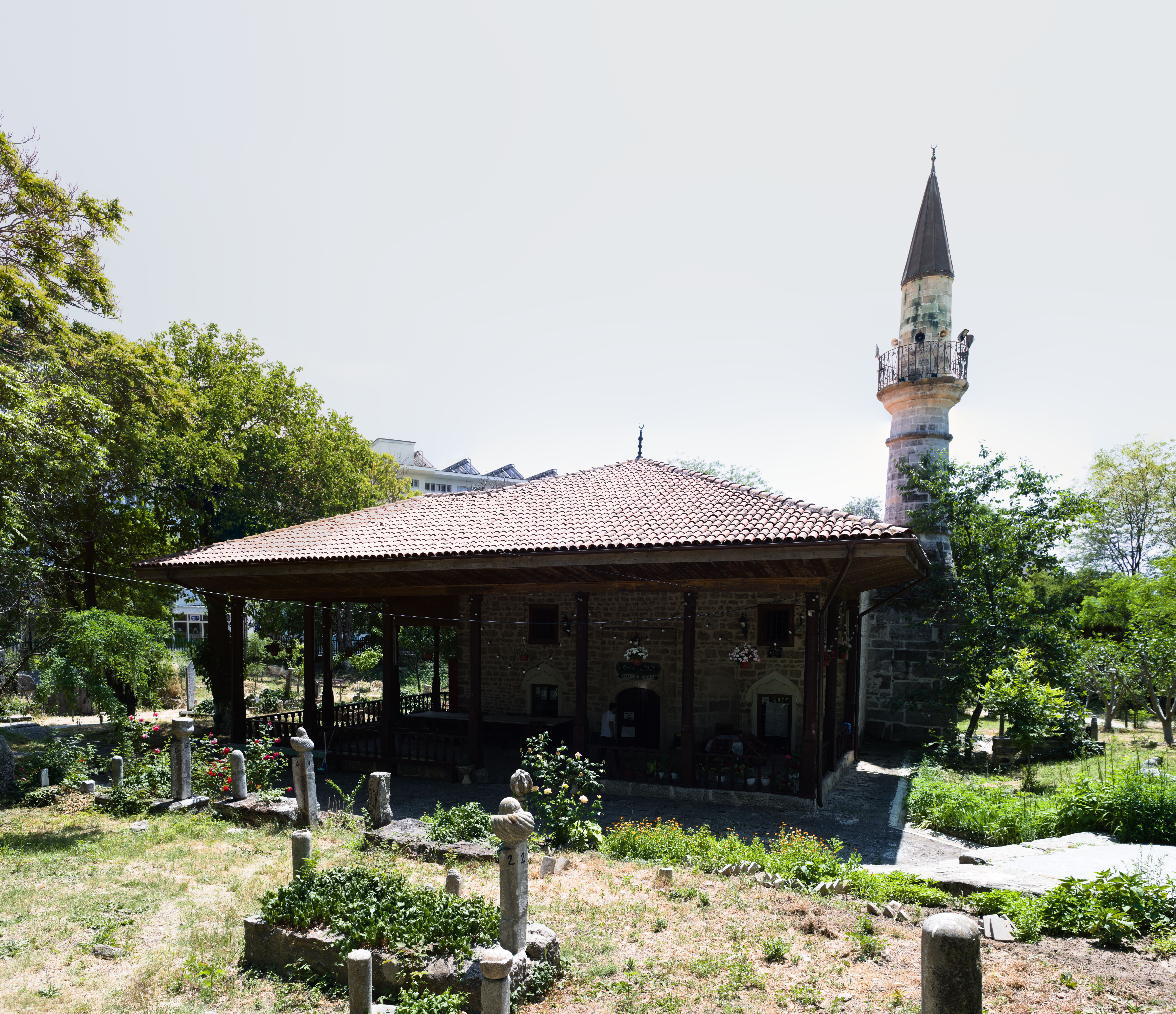
Moscheea „Esmahan Sultan”

Principalele obiective turistice din Mangalia:
- Moscheea "Esmahan Sultan"
- Muzeul de Arheologie "Callatis"
- Monumentul Eroilor
- Muzeul Marinei
- Mormântul creștin cu psalmi
- Herghelia Mangalia
- Rezervația Naturală "Hagieni"
- Biserica "Sf. Mina"
- Portul Turistic
- Peștera Movile
- Pădurea Comorova
- Movila Documaci
- Mormântul cu papirus
- Edificiul Bizantin
- Lacul Mangalia
- Cetatea Callatis
- Peștera Limanu

## Demografie
Componența etnică a municipiului Mangalia
     Români (74,27%)
     Tătari (3,07%)
     Turci (2,01%)
     Alte etnii (1,29%)
     Necunoscută (19,36%)
Componența confesională a municipiului Mangalia
     Ortodocși (71,77%)
     Musulmani (5,41%)
     Alte religii (2,29%)
     Necunoscută (20,53%)
Conform recensământului efectuat în 2021, populația municipiului Mangalia se ridică la 31.950 de locuitori, în scădere față de recensământul anterior din 2011, când fuseseră înregistrați 36.364 de locuitori. Majoritatea locuitorilor sunt români (74,27%), cu minorități de tătari (3,07%) și turci (2,01%), iar pentru 19,36% nu se cunoaște apartenența etnică. Din punct de vedere confesional, majoritatea locuitorilor sunt ortodocși (71,77%), cu o minoritate de musulmani (5,41%), iar pentru 20,53% nu se cunoaște apartenența confesională.

### Evoluție istorică
Populația grecească a părăsit definitiv Mangalia în anii 1960, profitând de posibilitatea de a se stabili în Grecia. În schimb, din 1878 încoace, numeroși români veniți din toate părțile țării s-au stabilit în oraș, care număra în 2002 peste 40.000 de locuitori. La Mangalia trăiește una dintre cele mai importante comunități musulmane din România. Moscheea „Esmahan Sultan” este cea mai veche din țară, fiind ridicată în anul 1575. 
010.00020.00030.00040.00050.00019121948196619922011populațiePopulația istorică din Mangalia
Date: Recensăminte sau birourile de statistică - grafică realizată de Wikipedia

## Politică și administrație
Municipiul Mangalia este administrat de un primar și un consiliu local compus din 19 consilieri. Primarul, Cristian Radu[*], de la Partidul Național Liberal, este în funcție din 2012. Începând cu alegerile locale din 2024, consiliul local are următoarea componență pe partide politice:
|  | Partid                          | Consilieri | Componența Consiliului | Componența Consiliului | Componența Consiliului | Componența Consiliului | Componența Consiliului | Componența Consiliului | Componența Consiliului | Componența Consiliului |
|  | ------------------------------- | ---------- | ---------------------- | ---------------------- | ---------------------- | ---------------------- | ---------------------- | ---------------------- | ---------------------- | ---------------------- |
|  | Partidul Național Liberal       | 8          |                        |                        |                        |                        |                        |                        |                        |                        |
|  | Partidul Social Democrat        | 5          |                        |                        |                        |                        |                        |                        |                        |                        |
|  | Alianța pentru Unirea Românilor | 4          |                        |                        |                        |                        |                        |                        |                        |                        |
|  | Uniunea Salvați România         | 2          |                        |                        |                        |                        |                        |                        |                        |                        |

## Personalități născute aici
- Denis Alibec (n. 1991) fotbalist;
- Elena-Alexandra Apostoleanu (INNA) (n. 1986), cântăreață;
- Alina Chivulescu (n. 21 iulie 1974),actriță;
- Mihai Lămboiu (n. 1997), rugbist;
- Constantin Mihail (1945 - 2016), antrenor de atletism;
- Claudia Pavel (n. 19 octombrie 1984), cântăreață;
- Antoaneta Sabău (n. 12 august 1982), clasicistă;
- Gheorghe Vitanidis (1929 - 1994), regizor de filme.